# Reinhard von Nagel
Reinhard von Nagel est un facteur de clavecins établi à Paris. Son atelier est fondé en 1963.
Depuis 1970, sous l'impulsion du facteur Hubert Bédard, Reinhard von Nagel se consacre à la construction de clavecins de facture historique.
En 1971, William Dowd et Reinhard von Nagel décident de s'associer en vue de la construction par l'atelier von Nagel de clavecins portant la marque « William Dowd — Paris ». En 1985, William Dowd prend sa retraite. À sa demande, la marque « William Dowd — Paris » est abandonnée au bénéfice de « Von Nagel — Paris » et « Reinhard von Nagel ». En 1997, l'atelier von Nagel s'installe au Faubourg Saint-Antoine, quartier traditionnel des métiers du bois à Paris, où des concerts sont organisés sous l'égide de l'Association "Les Bois qui chantent".